# Baryssinus bilineatus
Baryssinus bilineatus là một loài bọ cánh cứng trong họ Cerambycidae.